# Скепса
Скепса се преусмерава овде. За филозофски појам види Скептицизам.
Скепса је ауторски андерграунд стрит панк-рок састав из Шапца. Бенд је основан 1999. године и променио је неколико постава од тада. Садашња постава се устаљује 2005. уз „ротације“ Горана Благојевића и Милана Арнаутовића на бубњевима, када почиње дефинисанији рад.

## О бенду
Скепса је издала албум Избеглице из бесмисла 2005. године, (Издавач „БадМан рекордс"), а у периоду 2007-2010. је реализовала пројекат/албум Критика просечног ума/парада пијанства и кича (2010) на преко сто живих наступа као и оглашавањем музике путем интернета. Бенд прати „стрит панк“ трендове, са бескомпромисним и искреним текстовима, оштрим и брзим гитарским рифовима, гласним вокалима на граници беса, као и веома динамичним наступима на бини. Тематика коју Скепса обрађује у текстовима је дневна политика и историјско/идеолошке заблуде у Срба, оппшта глупост и незнање, као и свеприсутна малограђанштина и неутемељен снобизам и саморекламерство медиокритета у Србији, све то упаковано у „кафански патос“.
У бенду постоји неколико оригиналних аутора који са различите музичко/идеолошке тачке гледишта посматрају исти феномен. Ово даје бенду посебну дозу луцидности и велику ширину у текстуалном изражавању.
У припреми је и трећи по реду пројекат, радног назива "... матер свима...".
Концертно, Скепса је изузетно активна, са више десетина веома посећених концерата/свирки годишње и са тим трендом наставља и у будућности. Бенд је наступао у већини градова у Србији.

## Постава
Од 2005. поставу Скепсе сачињавају:
- Небојша Јовановић - Куман, вокал

- Слободан Петровић - Боб, бас-гитара

- Иван Велисављевић - Велебит, гитара

- Игор Ђорић - Ђора, гитара

- Милан Арнаутовић - Фирца, бубњеви